# Cantigas de Roda (álbum de Raimundos)
Cantigas de Roda é o oitavo álbum de estúdio da banda de rock brasileira Raimundos. Este é o primeiro álbum composto exclusivamente por músicas inéditas desde Kavookavala, lançado em 2002. É é o primeiro álbum a ter Caio Cunha, que entrou na banda em 2007, na bateria, substituindo Fred Castro, que abandonou a banda no mesmo ano. Também é o último álbum de estúdio a ter Canisso, que morre em março de 2023.

## Antecedentes
Depois de anos de um hiato sem novas músicas, a banda finalmente entrou no estúdio para gravar material novo. Trabalhando até então de forma totalmente independente, a banda decidiu realizar um crowdfunding para financiar a gravação do disco, as recompensas para quem apoiasse o projeto iam desde o download antecipado do CD até a participação em clipe e ingressos para shows com direito a visita ao camarim. Somente os apoiadores teriam direito de receber o CD físico, uma vez que seriam produzidas somente 3 mil cópias do CD e cerca de 300 cópias em vinil. O disco foi gravado e produzido por Billy Graziadei, vocalista do Biohazard, e gravado no seu estúdio em Los Angeles, o Firewater Studios.

## Temática
Canisso descreveu o álbum como sendo de músicas pesadas. "Vai ser uma trilha sonora para rodinha, música de roda", especificamente rodas de pogo.

## História
No dia 8 de julho de 2013, a música "Politics" foi disponibilizada para download no site da banda; paralelamente, a música também foi lançada na 89 FM A Rádio Rock. Em 13 de julho lançaram na internet o clipe da música em comemoração ao Dia Mundial do Rock, inspirado na onda de manifestações pelo Brasil em meados de 2013. No dia 5 de fevereiro de 2014 a banda disponibilizou para cada apoiador do crowdfunding um link para que o apoiador pudesse baixar o disco na íntegra em primeira mão. O álbum foi lançado oficialmente no dia 20 de fevereiro do mesmo ano, sendo que todas as músicas foram colocadas no canal oficial da banda no YouTube. Nos vídeos das músicas do disco, tem participação dos fãs que colaboraram com o financiamento coletivo, além do baixista Canisso que não pode comparecer a Los Angeles.
Em 16 de abril de 2014, disponibilizaram o clipe de "Baculejo" no YouTube.
Em 12 de março de 2015, disponibilizaram o clipe de "Gordelícia" no YouTube. 
O disco conta com várias participações: Frango da banda Galinha Preta, revelação brasiliense do hardcore, Sen Dog do Cypress Hill, Stu Ranier do Urban Classics no baixo, Ulises Bella do Ozomatli e Sheffer Bruton nos metais (em Dubmundos e Gordelícia) e participação de Cipriano e do próprio Billy Graziadei do Biohazard na última faixa.

## Lista de faixas
| N.º            | Título                                        | Compositor(es)                                            | Duração |  |
| 1.             | "Cachorrinha (part. Frango do Galinha Preta)" | Digão, Marquim, Canisso, Caio e Frango                    | 2:06    |  |
| 2.             | "BOP"                                         | Digão, Marquim, Canisso e Caio                            | 3:15    |  |
| 3.             | "Baculejo"                                    | Digão, Marquim, Canisso, Caio e Denis Porto               | 3:11    |  |
| 4.             | "Gato da Rosinha"                             | Zenilton                                                  | 2:01    |  |
| 5.             | "Cera Quente"                                 | Digão, Marquim, Canisso e Caio                            | 3:52    |  |
| 6.             | "Rafael"                                      | Digão, Victor Porto                                       | 2:03    |  |
| 7.             | "Descendo na Banguela"                        | Digão, Marquim, Canisso e Caio                            | 3:01    |  |
| 8.             | "Dubmundos (part. Sen Dog do Cypress Hill)"   | Digão, Marquim, Canisso, Caio e Sen Dog                   | 4:07    |  |
| 9.             | "Nó Suíno"                                    | Digão, Marquim, Canisso e Caio                            | 2:15    |  |
| 10.            | "Importada do Interior"                       | Digão, Marquim, Canisso e Caio                            | 2:54    |  |
| 11.            | "Gordelícia"                                  | Digão, Marquim, Canisso e Caio                            | 3:22    |  |
| 12.            | "Politics (part. Cipriano e Billy Graziadei)" | Digão, Marquim, Canisso, Caio, Cipriano e Billy Graziadei | 5:15    |  |
| Duração total: | Duração total:                                | Duração total:                                            | 37:17   |  |

## Créditos
Raimundos
- Digão - Vocal, Guitarra e Triângulo
- Canisso - Baixo e Vocais
- Marquim - Guitarra e Vocais
- Caio Cunha - Bateria e Vocais

Participações especiais
- Frango - Vocal (em Cachorrinha)
- Sen Dog - Vocal (em Dubmundos)
- Stu Ranier - Baixo (em Dubmundos)
- Ulises Bella - Metais (em Dubmundos e Gordelícia)
- Sheffer Bruton - Metais (em Dubmundos e Gordelícia)
- Cipriano - Vocal (em Politics)
- Billy Graziadei - Vocal (em Politics)

Produção musical
- Billy Graziadei e Raimundos - Produção
- Julian David e Kerry Oliva - Assistentes de produção
- Billy Graziadei - Masterização
- Adriana Toscano de Vilhena Campos - Produção executiva
- Raimundos e Billy Graziadei - Gravação e Mixagem
- Raimundos e Billy Graziadei - Direção artística

Design
- Hugo Abacrombie Ink - Capa
- Patrick Grosner e Italo Carlos - Ilustração e Logotipo
- Nicolas Delavy - Projeto gráfico
- Nicolas Delavy - Coordenação gráfica

Videoclipes
- Politics
- Baculejo
- Gordelícia